# José Antonio Miravel y Herrera
José Antonio Miravel y Herrera, que firmaba como Joseph de Miravel y Casadevante por haber sido sobrino y ahijado del maestre de escuelas de la catedral de Cádiz Juan Antonio Casadevante (13 de octubre de 1690 - Cádiz, 5 a 7 de junio de 1744) fue un canónigo, historiador, traductor y enciclopedista español de la Ilustración, famoso por haber traducido del francés y ampliado el Diccionario universal de Louis Moréri.

## Biografía
Hijo de José Miravel y Casadevante y de Isabel Herrera, alcanzó las órdenes menores sin llegar a ordenarse y se dedicó en su juventud a traducir del francés en tres volúmenes los Sermones del obispo de Clermont Jean-Baptiste Massillon (Madrid, 1730). Vivió algún tiempo en el Puerto de Santa María y estuvo casado con doña Brígida Iriarte, de la que tuvo una hija, María, a la que dejó por albacea de su testamento.
En 1730 empezó a traducir el Diccionario universal de Louis Moréri por la edición parisina de 1725 y los suplementos posteriores, enriqueciéndola con adiciones eruditas y copiosas insertas en el texto, sobre todo sobre temas hispánicos, corrigiendo errores y añadiendo además artículos con el mismo estilo lacónico del original. El proyecto recibió pronto la licencia, la protección y el respaldo oficial publicándose la noticia en la prensa.
Fue elegido canónigo de la Colegiata del Sacromonte de Granada el 23 de abril de 1739, y con bula del Papa tomó posesión el 18 de octubre, aunque desde casi cincuenta años no estaba ordenado sino de menores. Pero pasó un año de licencia enredado en su traducción ampliada del Diccionario de Moréri sin ordenarse de subdiácono, y tuvo que renunciar a la prebenda. En 1740 fue a Francia para supervisar la impresión de su obra y corregir sus pruebas y al pasar por Madrid presentó su obra a la Real Academia de la Historia, la cual, por este mérito, le declaró miembro corresponsal de la misma, y leyó su discurso. Como su letra no era legible y los lemas estaban desordenados, se contrató a dos españoles para sacar una copia en limpio, y se añadieron más colaboradores para cuestiones geográficas, de América española y de Portugal. De vuelta a Cádiz falleció a primeros de junio de 1744, sin ver impresa su obra. Pero el proyecto había comprometido a mucha gente, salió adelante de todos modos y su traducción se imprimió en París y Lyon en 8 tomos en diez volúmenes de folio mayor en 1753, aunque la obra se vendió en las Españas.

## Obras
- Trad., corrección y ampliación de Louis Moréri, El gran diccionario historico, o miscellanea curiosa de la historia sagrada y profana : que contiene en compendio la historioa fabulosa de los dioses, y de los Heroes de la Antigüedad Pagana; las vidas y las acciones notables de los Patriarchas, Juezes y Reyes de los Judios, de los Papas, de los santos Martyres y Confessores, de los Padres de la Iglesia, de los Obispos, Cardenales, Emperadores, Reyes, Principes ilustres, Capitanes insignes, de los Autores antiguos y modernos, y de quantos se hicieron famosos en alguna ciencia y arte. El establecimiento y el progreso de las Ordenes Religiosas y Militares, y la vida de sus Fundadores. Las genealogias de muchas familias ilustres de España, de Portugal y de otros Paises. La descripcion de los Imperios, Reynos, Republicas, Provincias, Ciudades, Islas, Montañas, Rios, y otros lugares dignos de consideracion de la antigua y nueva Geographia, &c. La historia de los Concilios generales y particulares, con el nombre de los lugares donde se celebraron traducido del francés de Luis Moreri con amplissimas Adiciones y curiosas investigaciones relativas à los Reynos pertenecientes a las coronas de España y Portugal assi en el antiguo como en el nuevo mundo por don Joseph de Miravel y Casadevante, de la Real Academia de la Historia y canónigo del Sacro monte de Granada En París: a costa de los Libreros Privilegiados y en León de Francia de los Hermanos De Tournes, 1753, 8 tomos en 10 vols (el tomo tercero y el octavo tienen dos partes)